# 黃體期
黃體期（luteal phase）是人以及其他動物月經週期中的後半段，以及其他真獸下綱動物（胎盤動物）動情週期的前半段。黃體期開始於卵巢排卵，留下卵子外圍的黄体，其結束是懷孕或是黄体萎缩。這個階段主要的激素是由黄体所分泌的黃體素（孕酮），而黃體素在黃體期的濃度也明顯比其他階段要高。月經週期中與黃體期相對的階段為卵泡期。以下只針對人類的黃體期進行討論。

## 激素變化
在排卵之後，腦下垂體前葉分泌的促卵泡激素（FSH）及黄体生成素（LH）會使優勢卵泡的剩餘部份轉變為黄体。黄体在排卵後仍會繼續成長，並製造大量的激素，特別是黄體素，也會分泌極少量的雌激素。黄體素對於子宮內膜接受囊胚着床以及支持早期懷孕上都有至關重要的作用，黄體素的副作用就是會提高女性的基础体温。
在排卵後七天，黄体分泌的黄體素增加，會使得宮頸粘液有一至二天進入容易受孕的狀態，而基础体温也會降低，稱為「繼發性雌激素浪湧」（secondary oestrogen surge）。
黄体製造的激素也會抑制要維持黃體所需的FSH及LH，隨著FSH及LH濃度的下降，黃體最後會萎縮。黃體的死亡會使得黄體素及雌激素的量下降，而這些激素的減少又會使FSH濃度開始增加，開始預備下一個月經週期的卵泡。黄體素及雌激素濃度的持續下降會觸發黄体期的結束：會排出月經並且開始下一個月經週期。
人類黃體期的長度約在十到十六天之間，平均為十四天。若黃體期時間太短，在受孕上會比較困難。黃體期的長度會隨女性的個體差異而有所不同，同一個女性每次月經週期的黃體期大約會比較一致。
若胚胎著床，黄体就不會萎縮，人類胚胎在著床後會分泌人绒毛膜促性腺激素（hCG），其結構類似LH，因此可以維持黃體的存在。因為這種激素只有胚胎才會分泌，因此大部份妊娠试验是用人绒毛膜促性腺激素的存在與否判斷是否懷孕。在胚胎著床後，黄体會繼續製造黃體素約八到十二週（也會維持較高的基礎體溫）。之後會由胎盤繼續黄体的功能。

## 黃體期缺陷
黃體期缺陷（Luteal phase defect,簡稱LPD）也稱為黃體不足，是指黃體期的期間較正常時間要短，黃體期時的黃體素濃度較正常值要底，也有可能是這二種同時發生。一般認為黃體期缺陷會影響胚胎的着床。生育控制中的泌乳停經法主要是抑制排卵的方式來避孕，不過也會造成黃體期缺陷。
黃體期缺陷可以分為幾種，包括未破裂黃體化卵泡綜合徵（unruptured luteinized follicle syndrome, ULFS）、黃體期間過短（例如只有九天）、或是卵泡對人绒毛膜促性腺激素（hCG）沒有反應。後面二種可以用高劑量的黃體素栓剂或是注射加以穩定，直到妊娠試驗有陽性反應，之後要再持續給藥8-10週，一直到胎盤可以自給自足為止。有些患者在攝取高單位的维生素B6之後恢復正常。
未破裂黃體化卵泡綜合徵可以在排卵時用高劑量的人絨毛膜促性腺激素來治療，或是進行體外人工受精。
黃體期缺陷可以透過超聲波、在第21天進行黃體素測試，以及觀察黃體期的長度來诊断。